# 美国弗吉尼亚东区联邦地区法院
美国弗吉尼亚东区联邦地区法院 （引用时缩写为E.D. Va.）是美国94个、弗吉尼亚州2个联邦地区法院之一。该法院审理后的案件需上诉至第四巡回法院，专利及《塔克法案》相关的案件需上诉至联邦巡回区法院。该法院的司法管辖权覆盖弗吉尼亚州42个郡。